# Tramwaje w Moguncji
Tramwaje w Moguncji – system tramwajowy w Moguncji.

## Tramwaje konne
26 września 1883 roku berlińskie przedsiębiorstwo Marcks & Balke uruchomiło trzy linie tramwaju konnego. Pierwszą, której trasa przebiegała od Dworca Głównego, przez Bonifaziusplatz (dzisiejszy Hindenburgplatz), Augustinerstraße do dzielnicy Weisenau. Drugą, w relacji od dworca głównego, przez Fischtorplatz, Straßenbrücke do dzielnicy Kastel, położonej na wschodnim brzegu Renu. Oraz trzecią, w relacji od Bonifaziusplatz przez port celny do Schlachthof, w pobliżu dzisiejszego Bismarckplatz. Wszystkie linie były wówczas zarządzane przez prywatną spółkę Mainzer Straßenbahn

## Elektryfikacja
W 1904 roku uruchomiona została pierwsza linia tramwaju elektrycznego, w relacji od Gutenbergplatz, przez Schillerplatz, Dworzec Główny, Kaiserstraße, Boppstraße, Bismarckplatz do dzielnicy Mombach. W tym samym roku obsługa sieci tramwajowej została przejęta przez miasto, oraz wybudowana została zajezdnia na rogu ulic Rheinallee i Kaiser-Karl-Ring. Pierwszy etap rozbudowy zakończono w styczniu 1905 roku. Sieć wówczas posiadała 5 linii, obsługiwanych przez 40 wagonów.

## Lata międzywojenne i II wojna światowa
Od 1916 roku sieć tramwajową w Moguncji obsługiwało 8 linii, ten stan utrzymał się do zakończenia II wojny światowej, kiedy sieć mocno ucierpiała wskutek nalotów.

## Po II wojnie światowej
Po zakończeniu II wojny światowej, w czerwcu 1945 roku wznowiono ruch tramwajowy, na odcinku między Bismarckplatz a Finthen. W sierpniu 1945 roku tramwaje powróciły na prawy brzeg Renu.
Lata 50 i 60 XX wieku upłynęły pod znakiem likwidacji kolejnych tras. W 1957 roku zamknięto trasę na prawy brzeg Renu, do pętli Kostheim. Od 1963 r. tramwaje przestały dojeżdżać do dzielnic Weisenau i Mombach. Dopiero w grudniu 1963 roku przedłużona została trasa z Kapellenstraße do Viermorgenweg.
1 lipca 1977 roku, otwarto nową linię do Römerquelle o długości ok. 1 km. Następnym nowym odcinkiem była nowa linia przez Rheinhessenstrasse do przystanku Hechtsheim, Dornsheimer Weg, otwarta 9 sierpnia 1989 r.

## Historia najnowsza
W 1997 roku nastąpiła likwidacja linii do Ingelheimer Aue, którą skrócono do Bismarckplatz. W tym samym roku sprzedano 19 wagonów Düwag GT6, w tym 12 w wersji dwukierunkowej do Elbląga.
W styczniu 2001 roku obsługę sieci tramwajowej oraz całej komunikacji miejskiej w Moguncji przejęła, całkowicie zależna od Mainzer Stadtwerke AG., spółka Mainzer Verkehrsgesellschaft.
11 grudnia 2016 roku, w ramach projektu Mainzelbahn otwarto nową trasę o długości 9,4 km do dzielnicy Lechtenberg. Wówczas MVG skierowało linię 51 z pętli Hechtsheim, Bürgerhaus do nowej pętli – Lerchenberg, Hindemithstraße. Uruchomiono także nową linię 53, w relacji Lerchenberg, Hindemithstraße – Hechtsheim, Bürgerhaus. Koszt budowy, trwającej od maja 2014 roku wyniósł ponad 90 milionów euro, o ponad 20 milionów euro, niż pierwotnie planowano.
Ostatnia rozbudowa sieci miała miejsce w 2017 roku, kiedy do użytku został oddany odcinek do portu celnego, będący przedłużeniem zjazdowej trasy do zajezdni, nieobsługiwanej dotąd przez żadną linię. Pozwoliło to na uruchomienie linii 59, prowadzącej do uniwersytetu nauk stosowanych.
W nocy z 24 na 25 marca 2018 roku nastąpiła konwersja zasilania sieci tramwajowej, z 600 V do 750 V. Wówczas ruch tramwajowy został wstrzymany na całej sieci.

## Infrastruktura
Sieć tramwajowa w Moguncji jest niemal w całości dwutorowa. Jedynie odcinki Jägerhaus–Am Schinnergraben i Zahlbach–Bahnstraße są jednotorowe.
Sieć posiada 8 pętli, w tym jedną w formie kryterium ulicznego (Zollhafen Inge Reitz Straße) i jedną krańcówkę, wymagającą taboru dwukierunkowego do obsługi (Bretzenheim, Bahnstraße)
Od 1975 roku, na rogu ulic Rheinallee i Kaiser-Karl-Ring funkcjonuje zajezdnia autobusowo-tramwajowa, wybudowana w miejscu starej zajezdni, zburzonej na początku lat 70 XX wieku.

## Linie tramwajowe (stan na 29.12.2021)
| Linia | Trasa                                                                 | Uwagi                                              |
| ----- | --------------------------------------------------------------------- | -------------------------------------------------- |
| 50    | Finthen, Römerquelle – Hechtsheim, Bürgerhaus                         |                                                    |
| 51    | Finthen, Poststraße – Lerchenberg, Hindemithstraße                    |                                                    |
| 52    | Bretzenheim, Bahnstraße – Hechtsheim, Am Schinnergraben               | Linia obsługiwana wyłącznie taborem dwukierunkowym |
| 53    | Lerchenberg, Hindemithstraße – Hechtsheim, Bürgerhaus                 |                                                    |
| 59    | Bretzenheim, Hochschule Mainz – Neustadt, Zollhafen Inge Reitz Straße | Kursuje wyłącznie w dni robocze                    |

## Częstotliwość kursowania linii tramwajowych
| Linia | Dni robocze (okres szkolny) | Dni robocze (okres wakacyjny) | Dni robocze i weekend Po 20:30 | Sobota      | Niedziela i święta | Kursy nocne                |
| ----- | --------------------------- | ----------------------------- | ------------------------------ | ----------- | ------------------ | -------------------------- |
| 50    | 15 minut                    | 20 minut                      | 30 minut                       | 20 minut    | 30 minut           | Kursuje. Takt nieregularny |
| 51    | 15 minut                    | 20 minut                      | 30 minut                       | 20 minut    | 30 minut           | Kursuje. Takt nieregularny |
| 52    | 15 minut                    | 20 minut                      | 30 minut                       | 20 minut    | 30 minut           | Kursuje. Takt nieregularny |
| 53    | 15 minut                    | 20 minut                      | 30 minut                       | 20 minut    | 30 minut           | Nie kursuje                |
| 59    | 60 minut                    | 60 minut                      | Nie kursuje                    | Nie kursuje | Nie kursuje        | Nie kursuje                |

## Tabor
| Zdjęcie | Typ                | Liczba wagonów | Numery Taborowe  | Rozpoczęcie eksploatacji | Niskopodłogowy | Dwukierunkowy |
| ------- | ------------------ | -------------- | ---------------- | ------------------------ | -------------- | ------------- |
| BRAK    | Duewag/Siemens N8S | 1              | 277              | 1975                     | NIE            | TAK           |
|         | Duewag/Siemens N8C | 6              | 271-276          | 1984                     | NIE            | TAK           |
|         | Adtranz GT6M-ZR    | 16             | 201-216          | 1996                     | TAK            | TAK           |
|         | Stadler Variobahn  | 19             | 217-225, 227-236 | 2011                     | TAK            | NIE           |